# 1906科技园扬韬广场

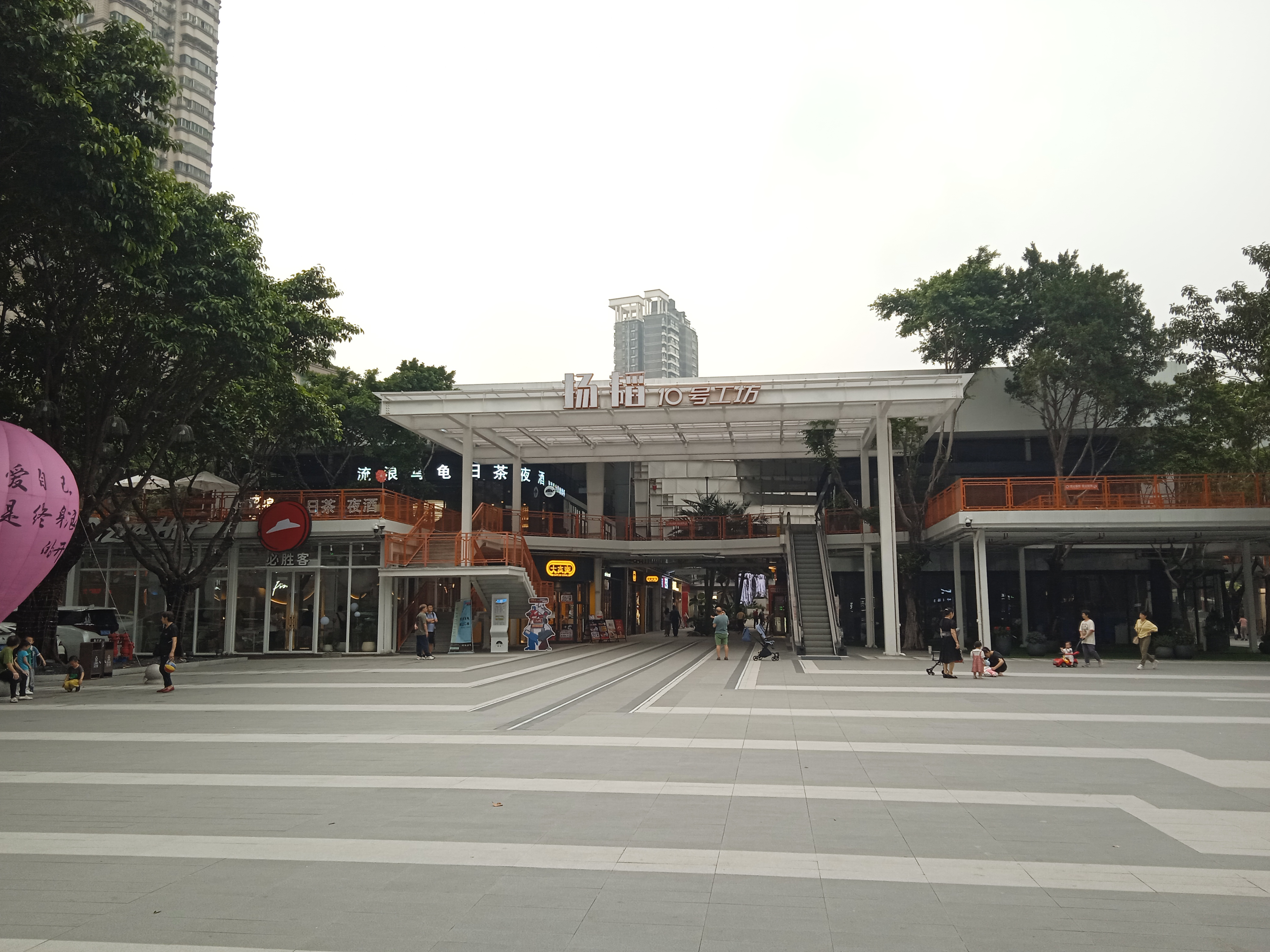
1906科技园扬韬广场

1906科技园扬韬广场，是中华人民共和国广东省广州市的一个创意园，位于荔湾区金花街道中山七路333号。

## 历史
1906科技园扬韬广场的前身是“广州卷烟二厂”。其烟草生产功能自2012年1月1日起搬迁至荔湾区东沙街道广州卷烟厂，原厂址自动荒废。2019年，广州市荔湾区金花街道人大代表向上级提出建议，要求对此工厂进行活化利用。2022年6月，1906科技园扬韬广场项目正式开工。2023年10月27日，1906科技园扬韬广场西区率先开放。2023年12月1日，1906科技园扬韬广场正式全面开放。

## 内部构造
1906科技园扬韬广场二楼设有清平饭店，于2024年2月落成。